# Till the End of Time
«Till the End of Time» (en español Hasta el fin de los tiempos) es una canción escrita y producida por la cantante estadounidense Mariah Carey y Walter Afanasieff del álbum Emotions.
«Till the End of Time» fue publicada en Costa Rica y México como sencillo promocional para las emisoras de radio, en un intento de aumentar las ventas del álbum. Sin embargo, la repercusión fue mínima. Debido a esto y al lanzamiento del disco MTV Unplugged, no se continuó con la promoción como sencillo.
- Datos: Q9358707